# Chōkōsai Eishō

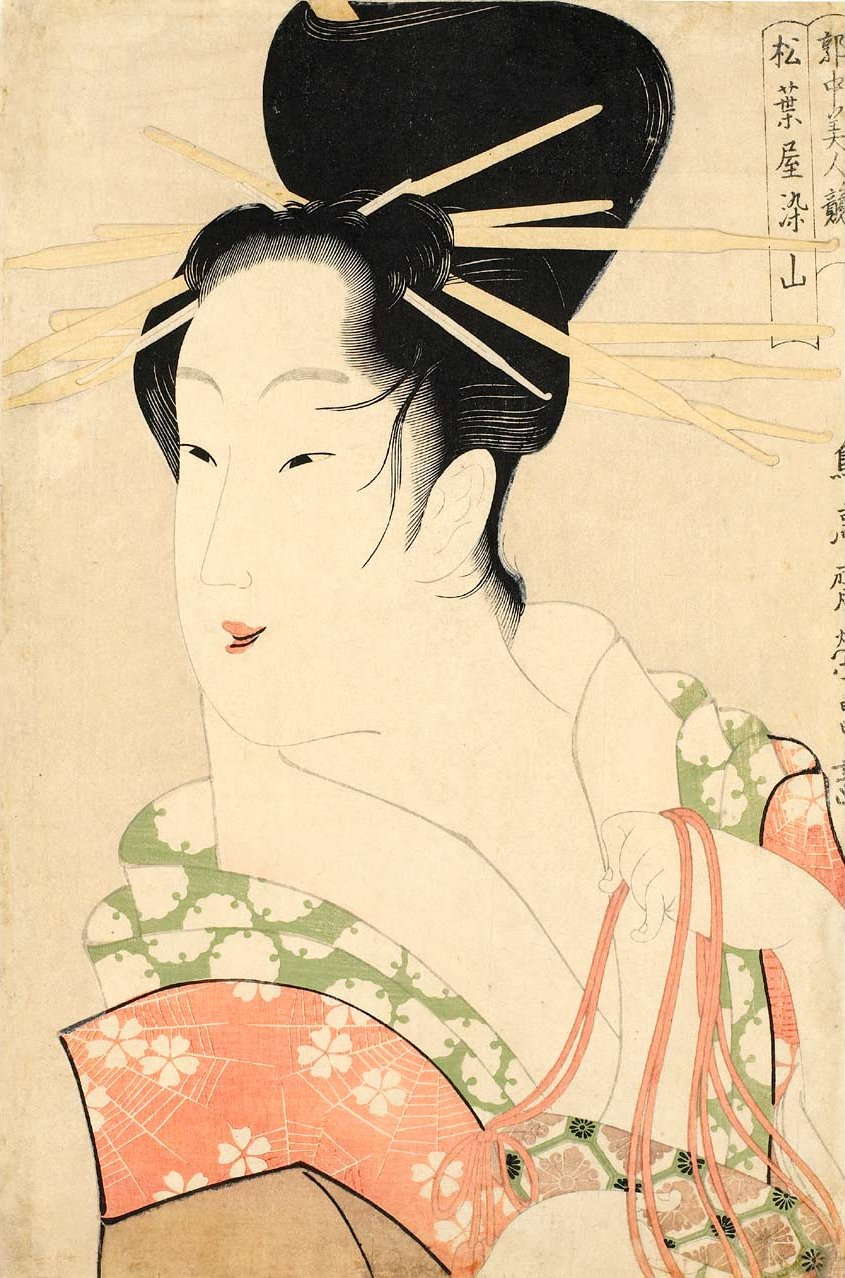
La cortesana Someyama del budel Matsubaya, de la serie Concurso de bellezas en los barrios del placer, c. 1795–1797.

Chōkōsai Eishō (鳥高斎 栄昌) fue un artista japonés de Ukiyo-e. También empleó el nombre de Shōeidō (昌栄堂).
En la actualidad no se conocen datos personales sobre Eishō. Sus obras muestran las habilidades de una mano experta, por lo que es probable que estas se forjaran tras años de aprendizaje. Considerado el alumno más destacado de Eishi, tuvo una producción prolífica; han llegado hasta nuestros días casi 200 de sus obras. Produjo al menos veinte series que fueron publicadas por catorce editores, en particular para Yamaguchiya Chūsuke. La mayor parte de su obra apareció entre 1792 y 1799.
Se piensa que el trabajo de Eishō compitió con el de Utamaro, quien era conocido por sus estampados de perfil ōkubi-e (dentro del género bijin-ga) con retratos de mujeres hermosas. La mayoría de las impresiones de Eishō seguían ese mismo formato. Representó a sus sujetos con un estilo elegante y de proporciones esbeltas. Se considera que sus grabados más representativos son los de la serie Kakuchū bijin kurabe (郭 中 美人 競, «Concurso de bellezas en los barrios del placer»). La serie muestra a cortesanas del distrito de placer de Yoshiwara, y los fondos fueron tratados con mica reluciente. Eishō contribuyó con veinte de los veinticuatro diseños de impresión.
Eishō produjo ilustraciones para algunos libros hacia el período 1798–1801, algunos de los cuales fueron shunga de contenido erótico. Sus impresiones dejaron de aparecer alrededor de 1801, el mismo año en que Eishi abandonó el diseño de impresiones para la pintura nikuhitsu-ga. Eishō produjo pocas pinturas y se desconocen las razones por las que renunció al grabado. Una de las pinturas que se conservan es un pergamino de cuando Eishi era un anciano, elaborado quizás en las décadas de 1810 o 1820.